# Aartsbisdom Onitsha

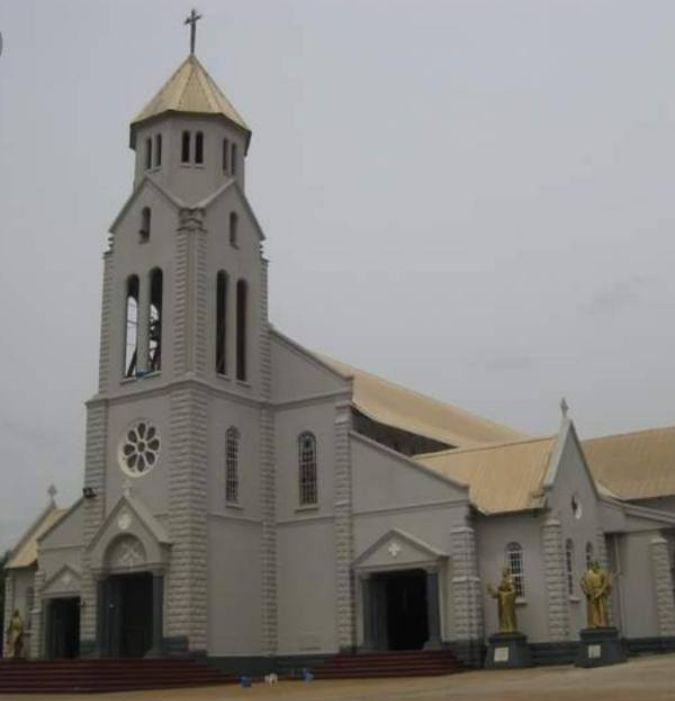
Kathedraal van Onitsha

Het aartsbisdom Onitsha (Latijn: Archidioecesis Onitshana) is een rooms-katholiek aartsbisdom met als zetel de stad Onitsha in Nigeria.

## Geschiedenis
Het aartsbisdom werd opgericht op 25 juli 1889, uit het apostolisch vicariaat Costa di Benin, als de apostolische prefectuur Lower Niger. Op 16 april 1920 werd het verheven en veranderde het van naam naar apostolisch vicariaat Southern Nigeria en op 9 juli 1934 werd de naam veranderd naar apostolisch vicariaat Onitsha-Owerri. Op 12 februari 1948 splitste het op in de apostolische vicariaten Onitsha en Owerri.
Op 18 april 1950 werd het verheven tot een metropolitaan-aartsbisdom.
Het verloor meermaals gebied bij de oprichting van de bisdommen Enugu (1962), Awka (1977) en Nnewi (2001).

## Parochies
In 2019 telde het aartsbisdom 183 parochies. Het aartsbisdom had in 2019 een oppervlakte van 2.778 km2 en telde 3.142.460 inwoners waarvan 68,2% rooms-katholiek was.

## Suffragane bisdommen
Onitsha heeft zeven suffragane bisdommen, waarmee het een kerkprovincie vormt:
- Bisdom Abakaliki
- Bisdom Awgu
- Bisdom Awka
- Bisdom Ekwulobia
- Bisdom Enugu
- Bisdom Nnewi
- Bisdom Nsukka

## Bisschoppen
- Joseph Émile Lutz (7 april 1889 - 17 april 1895)
- Joseph Reiling (september 1896 - 4 juli 1898)
- René-Alexis Pawlas (21 december 1898 - 15 maart 1900)
- Léon-Alexander Lejeune (23 mei 1900 - 5 september 1905)
- Joseph (Ignatius) Shanahan (20 september 1905 - 21 mei 1931)
- Charles Heerey (21 mei 1931 - 6 februari 1967, coadjutor sinds 24 januari 1927)
  - John of the Cross Anyogu (hulpbisschop: 15 februari 1957 - 12 november 1962)
- Francis Arinze (26 juni 1967 - 9 maart 1985, coadjutor sinds 6 juli 1965)
- Stephen Nweke Ezeanya (9 maart 1985 - 25 februari 1995)
  - Emmanuel Otteh (hulpbisschop: 11 juni 1990 - 8 november 1996)
- Albert Kanene Obiefuna (25 februari 1995 - 1 september 2003, coadjutor sinds 9 september 1994)
- Valerian Maduka Okeke (1 september 2003 - heden, coadjutor sinds 28 november 2001)
  - Denis Chidi Isizoh (hulpbisschop: 6 februari 2015 - heden)

Onitsha (aartsbisdom) · Abakaliki · Awgu · Awka · Ekwulobia · Enugu · Nnewi · Nsukka